# Спинокрил скривлений
Спинокрил скривлений (Fissidens incurvus) — вид мохів порядку дикранальних (Dicranales).

## Поширення
Батьківщиною є Європа, Північна Америка.